# 네덜란드 야구 국가대표팀
네덜란드 야구 국가 대표팀은 국제 경기에 네덜란드를 대표하여 참가하는 야구 국가대표팀이다. 네덜란드 본토보다는 카리브해에 있는 네덜란드 영토인 네덜란드령 안틸레스 및 퀴라소 쪽에서 선수들이 많이 합류하였다. 그리고 2013년 월드 베이스볼 클래식과 2017년 월드 베이스볼 클래식에서는 4위를 기록하는 쾌거를 이룩하였다.

## 역대 대회 성적

### 월드 베이스볼 클래식
- 2006년 - 11위
- 2009년 - 7위
- 2013년 - 4위
- 2017년 - 4위
- 2023년 - 13위
- 2026년 -

### 올림픽
- 1988년 - 5위
- 1992년 - 본선 진출 실패
- 1996년 - 5위

### 유럽야구선수권대회
- 1954년 1회 대회(벨기에) : 대회 불참
- 1955년 2회 대회(스페인) : 대회 불참
- 1956년 3회 대회(이탈리아) : 우승
- 1957년 4회 대회(서독) : 우승
- 1958년 5회 대회(네덜란드) : 우승
- 1960년 6회 대회(스페인) : 우승
- 1962년 7회 대회(네덜란드) : 우승
- 1964년 8회 대회(이탈리아) : 우승
- 1965년 9회 대회(스페인) : 우승
- 1967년 10회 대회(벨기에) : 대회 불참
- 1969년 11회 대회(서독) : 우승
- 1971년 12회 대회(이탈리아) : 우승
- 1973년 13회 대회(네덜란드) : 우승
- 1975년 14회 대회(스페인) : 준우승
- 1977년 15회 대회(네덜란드) : 준우승
- 1979년 16회 대회(이탈리아) : 준우승
- 1981년 17회 대회(네덜란드) : 우승
- 1983년 18회 대회(이탈리아) : 준우승
- 1985년 19회 대회(네덜란드) : 우승
- 1987년 20회 대회(스페인) : 우승
- 1989년 21회 대회(프랑스) : 준우승
- 1991년 22회 대회(이탈리아) : 준우승
- 1993년 23회 대회(스웨덴) : 우승
- 1995년 24회 대회(네덜란드) : 우승
- 1997년 25회 대회(프랑스) : 준우승
- 1999년 26회 대회(이탈리아) : 우승
- 2001년 27회 대회(독일) : 우승
- 2003년 28회 대회(네덜란드) : 우승
- 2005년 29회 대회(체코) : 우승
- 2007년 30회 대회(스페인) : 우승
- 2010년 31회 대회(독일) : 준우승
- 2012년 32회 대회(네덜란드) : 준우승
- 2014년 33회 대회(체코, 독일) : 우승
- 2016년 34회 대회(네덜란드) : 우승
- 2019년 35회 대회(독일) : 우승
- 2021년 36회 대회(이탈리아) : 우승
- 2023년 37회 대회(체코) : 3위

## 같이 보기
- 혼크발 호프트클라시